# Domfessel
Domfessel ist eine französische Gemeinde mit 278 Einwohnern (Stand 1. Januar 2021) im Elsass im Département Bas-Rhin in der Region Grand Est (bis 2015 Elsass).

## Geografie
Der Fluss Eichel verlässt bei Domfessel den Naturpark Nordvogesen.

## Geschichte
Um 1300 hieß der Ort Dunnvaszel. Weitere Namen waren Donnebassel, Dunesasseln und Donnevasle im 15. Jahrhundert. Domfessel gehörte zur Grafschaft Saarwerden. Im späten 18. Jahrhundert fanden Ausgrabungen unter der Leitung von Pastor Ringel statt. Ruinen einer römischen Villa wurden entdeckt und auf das 1. Jahrhundert datiert. Der Durchmesser wurde auf 300 Meter geschätzt.

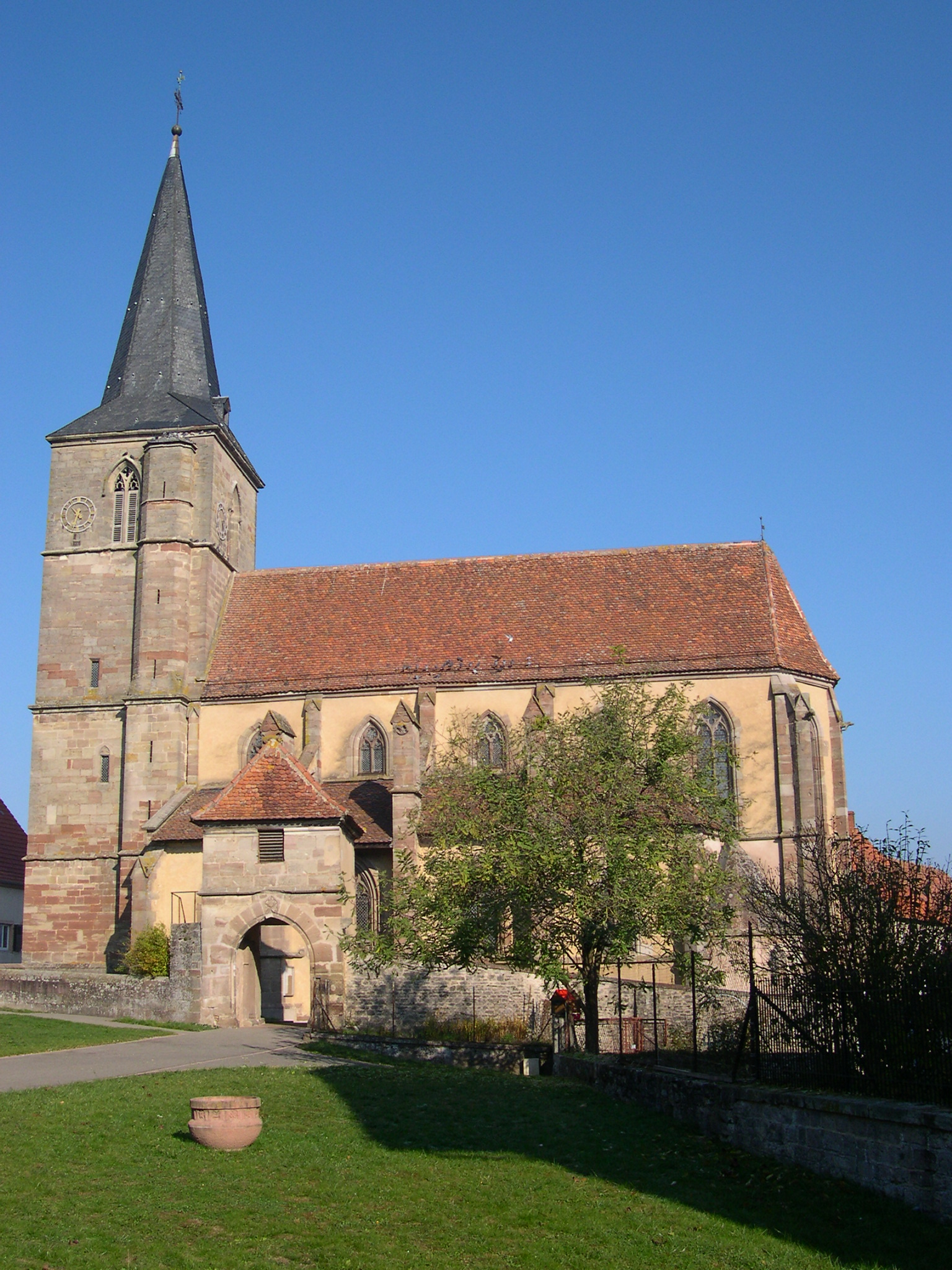
Kirche St. Gallus

Die Evangelische Kirche des Ortes stammt als ehemalige Wehrkirche aus dem 14. Jahrhundert und steht als Monument historique unter Denkmalschutz.

### Bevölkerungsentwicklung
| Jahr      | 1962 | 1968 | 1975 | 1982 | 1990 | 1999 | 2007 | 2012 | 2014 |
| Einwohner | 304  | 276  | 275  | 276  | 279  | 298  | 297  | 323  | 309  |